# Sedem zablod Sveta
Sedem zablod Sveta je Mahatma Gandhi (Velika duša) leta 1947 zapisal na droben listič papirja, katerega je izročil svojemu vnuku ob slovesu. Na njem je bilo zapisano:
Sedem zablod Sveta:
1. Bogastvo brez dela
2. Užitek brez vesti
3. Znanje brez značaja
4. Trgovina brez morale
5. Znanost brez humanosti
6. Čaščenje brez žrtvovanja
7. Politika brez principov

Dobljenemu zapisu je Gandijev vnuk Arun Gandi dodal še štiri zablode, katere je prepoznal on, te so: 
1. Tehnologija brez usmeritve
2. Komuniciranje brez/mimo družbene skupnosti
3. Poučevanje brez veselja
4. Učenje brez upanja

Vse opisane zablode vodijo v nasilje v družbi.